# Submicroanàlisi
La submicroanàlisi és un mètode d'anàlisi química que ocupa un lloc intermedi entre la microanàlisi i la macroanàlisi. La quantitat de substància que s'utilitza en aquest tipus de mètode és d'un 1/20 o 1/25 de la que s'utilitza en la macroanàlisi; el que correspon aproximadament a uns 50 mg de substància sòlida o a 1 mL de solució aquosa.

## Mètode
- Escalfament: No s'ha d'escalfar directament sobre la flama. S'escalfa col·locant la mostra dins d'un tub d'assaig, i aquest tub es posa al bany maria, és a dir, dins d'un recipient amb aigua bullent.
- Evaporació: L'evaporació de solucions per a la seva concentració o eliminació completa de l'aigua s'efectua a les càpsules de porcellana. Per accelerar l'evaporació es pot realitzar a sobre d'una reixeta.
- Precipitació: La precipitació s'efectua freqüentment als tubs de centrifugació. La centrifugació es basa en l'acceleració de la sedimentació de les partícules d'una fase sòlida per acció de la força centrífuga generada per la ràpida rotacio dels tubs.
- Traslladament de la dissolució.
- Filtració: Només es duu a terme si la centrifugació no ha donat els resultats desitjats.
- Rentar el precipitat.

## Reactius
En la submicroanàlisi la puresa dels reactius és un factor molt important. Segons el grau de puresa, els reactius es subdivideixen en 6 grups:
1. Tècnics.
2. Purificats.
3. Purs.
4. Purs analítics.
5. Químicament purs.
6. Patró: Aquest tipus de reactiu té una quantitat infinita d'impureses.

## Tècniques
- Tècnica de realització de les reaccions gota a gota sobre el paper: Per a efectuar una reacció s'utilitza paper porós i relativament gruixut per tal d'absorbir bé les solucions.
- Reaccions microcristaloscòpiques.
- Tècnica cromatogràfica de separació de les substàncies. N'hi ha de diferents tipus:
  - Cromatografia d'adsorció.
  - Cromatografia d'intercanvi iònic.
  - Cromatografia de preciitació.
  - Cromatografia de partició.
- Extracció com a mètode de separació de substàncies.